# Myriam Dion
Pour les articles homonymes, voir Dion.
Myriam Dion, née en 1989, est une artiste visuelle québécoise connue pour ses œuvres en papiers journaux découpés,,,.

## Biographie
Myriam Dion est titulaire d’un baccalauréat et d'une maitrise en arts visuels et médiatiques de l’Université du Québec à Montréal. Elle est lauréate de la 25e édition du Prix Pierre-Ayot (2021).
Son travail se retrouve au sein de nombreuses collections privées et publiques, dont la collection du Musée d'art contemporain de Montréal et la collection du Musée national des beaux-arts du Québec.
Myriam a été désignée lauréate du concours d’art public lancé par la Ville de Montréal pour l’intégration d’une œuvre d’art à l’entrée nord du parc Sir-Wilfrid-Laurier. Intitulée Fontaines, elle constituée de trois sculptures installé sur une des trois portions du terre-plein végétalisé.